# Thermosphaeroma dugesi
Thermosphaeroma dugesi là một loài chân đều trong họ Sphaeromatidae. Loài này được Dollfus miêu tả khoa học năm 1893.